# Vågen (hyllningsgest)

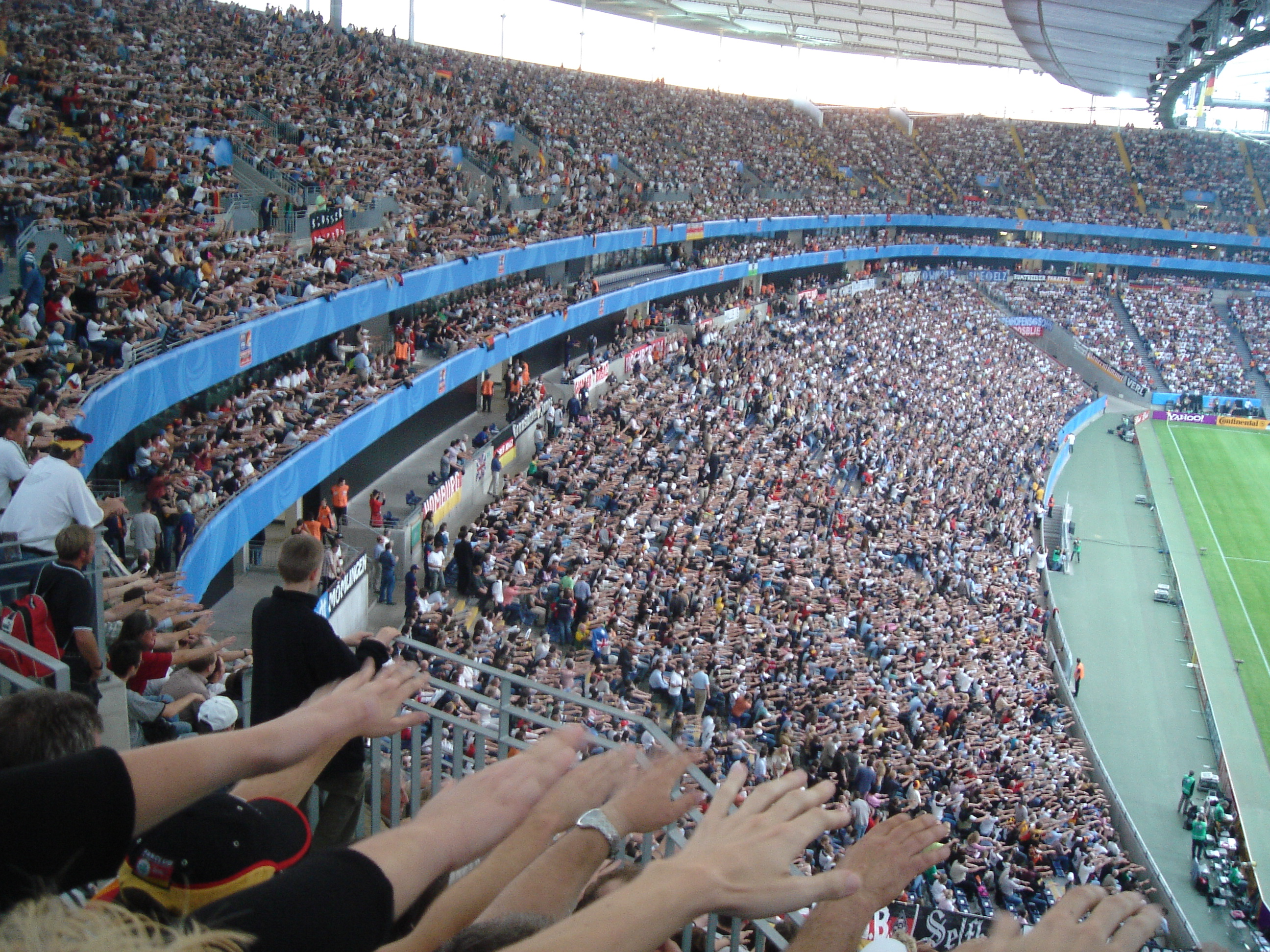
Vågen rullar under Fifa Confederations Cup 2005 i Frankfurt am Main.

Vågen, Mexikanska vågen, Stadionvågen, är en hyllningsgest på läktare, som uppstod i Nordamerika i början av 1980-talet och fick sitt internationella genombrott under fotbolls-VM 1986 i Mexiko. Att göra vågen består i att åskådarna ställer sig upp med uppsträckta armar precis efter att grannen gör detsamma, på så sätt att ett vågmönster uppstår.

## Förbud
Från och med cricketlandskampen Australien-Nya Zeeland i Melbourne i Australien den 4 februari 2007 har gesten förbjudits av det australiensiska cricketförbundet Cricket Australia, och de som gör den ändå kastas omedelbart ut från anläggningen. Anledningen till förbudet är att folk ofta kastat upp saker i luften. Det började med att en kvinna klagade över att hennes son fått en varm pajbit i ansiktet då vågen rullade på läktaren.